# 异魔禁区
《異魔禁區》（英語：Dagon）是2001年斯图尔特·戈登拍攝的一部西班牙恐怖片。雖然它和H·P·洛夫克拉夫特的《達貢》同名，但實際上是改編自洛夫克拉夫特的《印斯茅斯疑雲》。片中出現的地名“Imboca”就是“Innsmouth”。
它在2001年11月8日於西班牙的影院上映，但票房一般，第一週全西班牙票房排第20位，後來在爛番茄等影評網站上評價也居於中流。

## 外部連結
- 豆瓣电影上《异魔禁区》的資料 （简体中文）
- 互联网电影数据库（IMDb）上《Dagon》的资料（英文）
- 爛番茄上《Dagon》的資料（英文）
- AllMovie上《Dagon》的资料（英文）
- 導演採訪：Acidlogic.com（页面存档备份，存于）